# Tobaksvare
 Denne artikel omhandler overvejende eller alene danske forhold. Hjælp gerne med at gøre artiklen mere almen.
Tobaksvarer er nydelsesprodukter fremstillet af tobaksplanten.
Tobakken kom til Danmark i slutningen af 1500-tallet, men blev først for alvor udbredt omkring år 1600. I 1920'erne var der 1.518 tobaksvirksomheder i landet med næsten 10.000 beskæftigede. Man dyrkede også tobak her i landet, og i 1778 pålagde regeringen tobaksspinderierne at drive tobaksplantager. I de år blev København nærmest omkranset af tobaksmarker, og de franske huguenotter, der bosatte sig i Fredericia i 1720 gjorde det til deres hovederhverv.
At tygge skråtobak tog fart i Danmark i begyndelsen af 1800-tallet, og holdt sig til midten af 1900-tallet. Snustobakken, som man snusede op i næseborene, havde sin storhedstid i Danmark i 1700-årene frem til begyndelsen af 1800-tallet. Den blev især populær blandt kvinderne men blev dog senere betragtet som uæstetisk for det feminine væsen.
Oprindeligt blev tobakken betragtet som en lægeplante og havde sin plads i urtehaven. Den guddommelige urt blev brugt i salver, som pulver eller balsam. Den var god mod alt ondt – heraf kaldenavnet den helbredende tobak.
Det var universalmidlet for at lindre sult og tørst, den gav kroppen styrke, forfriskede ånden, og så gav den en behagelig ro og rus.
Tobakken kunne også helbrede smerter i hoved, bryst, mave og lever. Hundegalskab, vorter og ligtorne var den også god imod. Og så mente man at røgen var gavnlig og desinficerende mod pest. Derfor købte man dengang tobak på apoteket.
Men i begyndelsen af 1800-tallet blev den mere og mere betragtet som ren og skær nydelsesmiddel.

## Tobaksvarer brugt af oprindelige amerikanere
Mange indfødte folk i Nordamerika dels røg og dels tyggede tobak i forhistorisk tid og også senere. Både vilde tobak-sorter som Nicotiana attenuate:249  og dyrket tobak som Nicotiana quadrivalvis,:346  Nicotiana rustica (bondetobak) og den mildere Nicotiana tabacum (almindelig tobak) blev brugt.:247 
De indfødte i det centrale og nordlige Sydamerika røg cigarer, mens rygning af cigaretter var fremherskende i Mellemamerika og Mexico. I Nordamerika brugte man navnlig tobak til piberygning, :8  men en slags skrå var kendt,:254  og i hvert fald wichitaerne lavede en form for tobakskager.:126 
Flere indfødte folk på prærien byttede sig i stigende grad til den milde Nicotiana tabacum efter at franskmændene dyrkede planten kommercielt i 1700-tallet.:247  Wichitaerne solgte en del af tobakken fra franskmændene videre til comancherne. Disse røg noget af den selv, men fungerede også som leverandører til de spanske nybyggere i New Mexico,:248  efter at Spanien forbød dyrkning af tobak i New Mexico i 1765 for at tage monopol på at så, høste og sælge den vanedannende og efterspurgte vare.:247 
Papagoerne solgte indsamlet Nicotiana trigonophylla til pimaerne. Disse røg tillige Nicotiana bigilovii, der hos dem var kendt som ”prærieulve tobak”.:119 
Handelsstationen Brandon House, Manitoba, kunne tilbyde områdets indfødte folk både brasiliansk tobak, skåret tobak og Spencer’s Twist i 1810.:329 
I 1830erne solgte American Fur Company rulletobak på 15-20 centimeters længde til de nordlige præriefolk. :198  En rulle kunne skæres i mindre stykker efter behov.:333  Desuden blev rulletobak i det lokale favnemål fathom (ca. 1,6 meter) solgt og også givet som en høflighedsgave til f.eks. høvdinge.:162  Blandt de indfødte i British Columbia byttede man en favn rulletobak lige over med 100 tørrede laks eller en bemalet skindtaske med frynser.:262 
I lighed med f.eks. arikaraerne og mandanerne dyrkede hidatsaerne tobak, og de afhændede pæne mængder til siouxerne. Disse kaldte den for ”arikara tobak” uanset stammen, der havde dyrket den. Hidatsaernes rygetobak bestod af både bladene og den fyldige stængel af tobaksplanten.:125 
I starten af 1900-tallet blev navnlig Bull Durham cigaretter købt af mange indfødte folk i USA.:248  Disse cigaretter blev solgt som ”rul-selv-cigaretter” med cigaretpapir hæftet på pakningen.:98  Navajoer:506  samt mænd og også visse kvinder i pima stammen lavede deres egne rul-selv-cigaretter af tobak rullet ind i et hylsterblad fra deres egen majs.:119 
Tobak blev også lanceret i pressede plader, som man skar passende strimler af.:71 

## Kinnikinnick
For at få en mildere smag røg mange indfødte amerikanere tobak blandet med andre tørrede, vilde planter. Blandingerne er bedst kendt under navnet kinnikinnick.